# Conclave de 1352

Brasão papal de Sua Santidade o Papa Inocêncio VI

O conclave papal ocorrido entre 16 a 18 de dezembro de 1352 resultou na eleição do cardeal Étienne Aubert como Papa Inocêncio VI depois da morte do Clemente VI. Foi o quinto conclave do Papado de Avinhão. Este conclave é notável porque durante sua celebração, os cardeais, pela primeira vez na história, subscreveram uma capitulação eleitoral, que limitava o poder de eleger.

## Cardeais eleitores
| Criado por             | Cardeais | Por Cento |
| ---------------------- | -------- | --------- |
| Papa João XXII (JXXII) | 03       | 11,54 %   |
| Papa Bento XII (BXII)  | 03       | 11,54 %   |
| Papa Clemente VI (CVI) | 020      | 76,92 %   |
| Total                  | 26       | 100 %     |

O Papa Clemente VI morreu em 6 de dezembro de 1352 em Avinhão. Durante seu pontificado, constantemente se negou a regressar à Roma e comprou a soberania de Avinhão (onde residia a corte papal) da rainha Joana I de Nápoles. No momento de sua morte, havia 26 cardeais vivos, 25 deles participaram do conclave. Esta lista não menciona o cardeal Gaillard de la Mothe nem entre os participantes nem entre os ausentes, mas não cabe dúvida de que havia participado neste conclave e, como cardeal protodiácono, coroou ao novo Papa.

### Cardeais presentes
1. Pierre des Près (JXXII)
2. Hélie de Talleyrand-Périgord (JXXII)
3. Bertrand de Déaulx (BXII)
4. Guillaume de Court Novel, O.Cist. (BXII)
5. Étienne Aubert (Eleito com o nome Inocêncio VI) (CVI)
6. Guillaume d'Aure, O.S.B. (BXII)
7. Hugues Roger, O.S.B. (CVI)
8. Pierre Bertrand de Colombier (CVI)
9. Gil Álvarez Carrillo de Albornoz (CVI)
10. Pasteur de Sarrats, O.F.M. (CVI)
11. Raymond de Canillac, C.R.S.A. (CVI)
12. Guillaume d'Aigrefeuille, O.S.B. (CVI)
13. Nicola Capocci (CVI)
14. Pasqual de Montesquieu (CVI)
15. Arnaud de Villemur, C.R.S.A. (CVI)
16. Pierre de Cros (CVI)
17. Gilles Rigaud, O.S.B. (CVI)
18. Jean de Moulins, O.P. (CVI)
19. Gaillard de la Mothe (JXXII)
20. Bernard de la Tour (CVI)
21. Guillaume de la Jugié (CVI)
22. Nicolas de Besse (CVI)
23. Pierre Roger de Beaufort (futuro Papa Gregório XI) (CVI)
24. Rinaldo Orsini (CVI)
25. Jean de Caraman (CVI)

Entre os cardeais, 19 eleitores foram criados pelo Papa Clemente VI, e 8 deles eram seus familiares. Dos 6 restantes, 3 foram criados pelo Papa João XXII e 3 pelo Papa Bento XII.
O posto de Camerlengo da Santa Igreja Romana, o mais importante durante a sede vacante, foi ocupado por Stefano Aldebrandi Cambaruti, arcebispo de Toulouse (sem ser cardeal), embora o Camerlengo fosse Guillaume de Court Novel, conforme atestam diversas fontes.

### Cardeal ausente
Um cardeal criado por Clemente VI não participou deste conclave porque se encontrava como legado apostólico, tratando sem êxito de estabelecer a paz entre o Reino da França e o Reino da Inglaterra na Guerra dos Cem Anos.
- Guy de Boulogne, legado apostólico na França. (CVI)

## Primeiracapitulação em conclaveda história

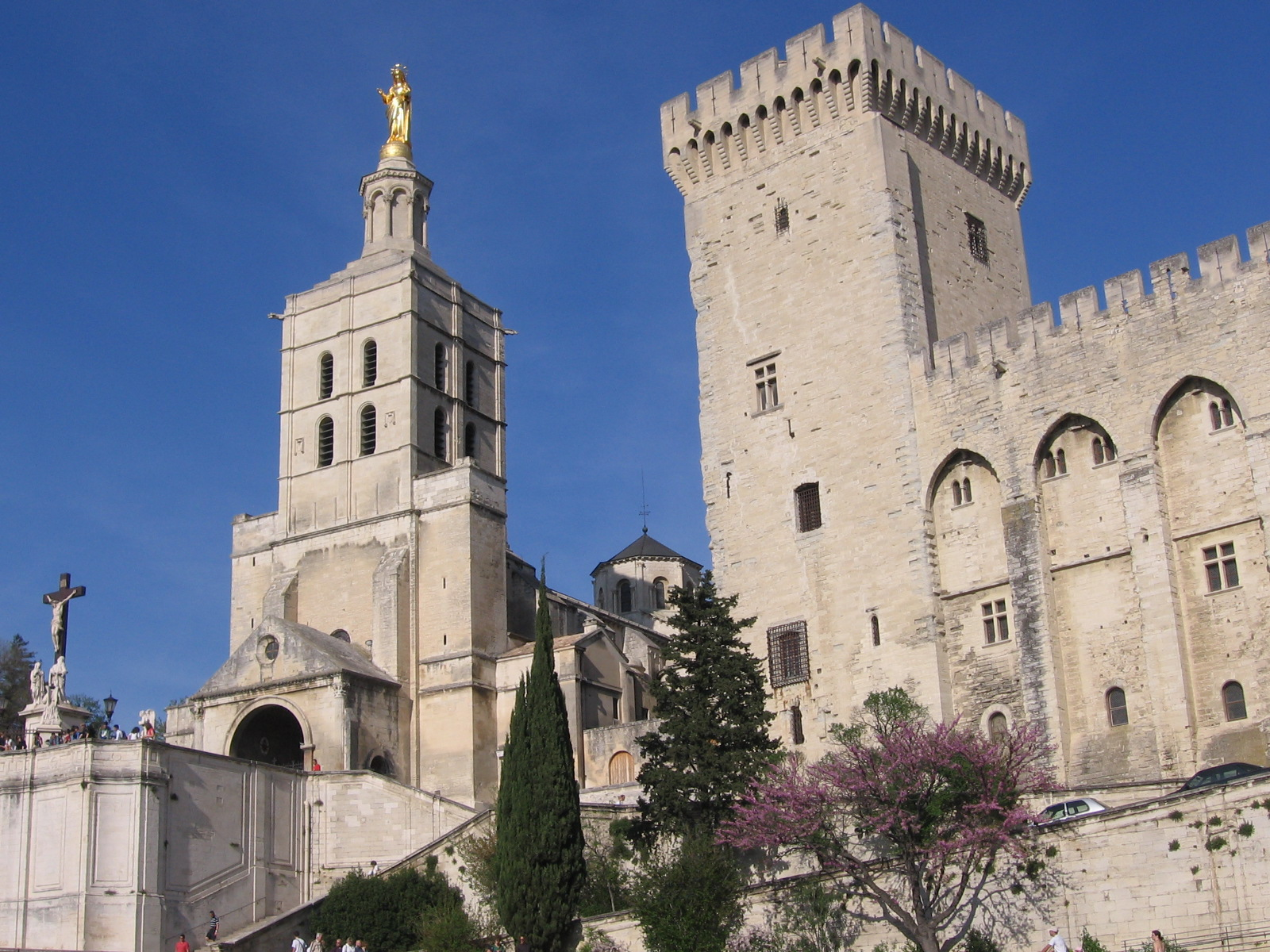
Palácio dos Papas de Avinhão.

Em 16 de dezembro, 25 cardeais entraram no conclave no Palácio dos Papas de Avinhão. Inicialmente, todos os eleitores subscreveram a primeira capitulação em conclave da história, ainda que vários deles (incluindo o cardeal Aubert) o fizeram com reserva, na medida em que não era contrária à lei eclesiástica. Os termos da capitulação foram as seguintes:
- O Colégio Cardinalício ficava limitado a 20 e só poderiam ser criados novos cardeais quando restassem apenas 16 cardeais.
- Dois terços do Colégio eram necessários para aprovar uma criação, excomunhão, privação do sufrágio ou redução dos bens ou ingressos dos cardeais, ou para solicitar subvenções de reis ou clérigos.
- O Colégio concede poder de veto nas decisões papais e políticas.
- Todos os ingressos papais eram compartilhados com o Colégio.

A subscrição dessa capitulação é considerada como parte da estratégia geral do Colégio Cardinalício para limitar o poder papal e para transformar o governo da Igreja numa oligarquia ao invés de uma monarquia.

## Eleição de Inocêncio VI
Depois de assinarem a capitulação, os cardeais iniciaram os procedimentos eleitorais. Inicialmente, a candidatura de Jean Birel, general dos Cartuxos, que não era cardeal, e venerado por sua santidade, se propôs. Mas o cardeal Talleyrand afirmou que não seria prudente, e muito perigoso, em circunstâncias tão críticas na Europa como para eleger a um novo Papa Celestino V, ou seja, um santo mas um incompetente total como pontífice. Os eleitores finalmente estiveram de acordo com ele e abandonaram a candidatura de Birel em favor do cardeal Étienne Aubert, bispo de Ostia, sendo eleito por unanimidade em 18 de dezembro. Aceitou sua eleição e tomou o nome de Inocêncio VI. Em 30 de dezembro foi coroado solenemente na catedral de Avinhão pelo cardeal Gaillard de la Mothe, protodiácono.
Em 6 de julho de 1353, Inocêncio VI declarou a capitulação acordada pelo conclave inválida como uma violação da norma que restringia os negócios durante um conclave para a eleição do novo papa e como infração à plenitude do poder inerente do ofício papal. Apesar disso, as capitulações eleitorales foram subscritas na maioria dos conclaves que foram celebrados durante os 3 séculos posteriores.